# Cameron Mitchell
Cameron Mitchell, född Cameron McDowell Mitzell 4 november 1918 i Dallastown, Pennsylvania, död 6 juli 1994 (av lungcancer) i Pacific Palisades, Los Angeles, Kalifornien, var en amerikansk skådespelare.
Mitchell var son till en präst. Han hade roller på Broadway och tjänstgjorde som bombfällare under andra världskriget innan filmdebuten 1945 i De skulle offras. Han fick sitt stora genombrott i rollen som Happy i En handelsresandes död, både i scen- och filmversionen (1951). Han hade sedan karaktärsroller i en lång rad filmer, bland annat i Hur man får en miljonär (1953), Dej ska jag ha! (1955) och Hombre (1967). Rollen han är mest känd för är den som Buck Cannon i TV-serien The High Chaparral 1967–1971.
Han samarbetade med regissörer som Elia Kazan och Mario Bava.

## Filmografi
- 1945 – De skulle offras
- 1948 – De flög i gryningen
- 1948 – Hemkomsten
- 1951 – Slaget om Mars
- 1951 – En handelsresandes död
- 1951 – Hämnare mot sin vilja
- 1952 – Samhällets olycksbarn
- 1952 – Röde ryttaren
- 1953 – Hur man får en miljonär
- 1953 – Lindanserskan
- 1953 – Hämndens ryttare
- 1954 – Désirée
- 1954 – Djävulens trädgård
- 1954 – Havets demoner
- 1954 – Gorilla lös!
- 1955 – Terror i Tokyo
- 1955 – Dej ska jag ha!
- 1955 – Man mot man
- 1955 – Kvinnan i Santa Fe
- 1956 – Karusell
- 1957 – Försvunnen i Japan
- 1957 – Allt du begär
- 1961 – Gli Invasori
- 1961 – L' ultimo dei vikinghi
- 1961 – Caesar the Conqueror
- 1962 – Nordmännens raseri
- 1964 – Blod och svarta spetsar
- 1964 – Last Gun
- 1965 – Rid för livet
- 1965 – Minnesota Clay
- 1966 – I Coltelli del vendicatore
- 1966 – All'ombra delle aquile
- 1967–1971 – High Chaparral (TV-serie) (TV-serie)
- 1967 – Hermann der Cherusker - Die Schlacht im Teutoburger Wald
- 1967 – Island of the Doomed
- 1967 – Hombre
- 1968 – Autopsia de un fantasma
- 1969 – Nightmare in Wax
- 1970 – Rebellerna
- 1970 – The Andersonville Trial
- 1972 – Våldets man
- 1972 – Buck och Herrens högra hand
- 1972 – The Delphi Bureau
- 1972 – Alias Smith & Jones (TV-serie), avsnitt Which Way to the O.K. Corral?
- 1973 – The Stranger
- 1973 – Medusa
- 1974 – En gång snut, alltid snut
- 1974 – Djävulsmännen
- 1975 – The Swiss Family Robinson
- 1976 – Flood!
- 1977 – Viva Knievel!
- 1977 – Haunts
- 1978 – The Toolbox Murders
- 1978 – Katastrofplats Houston
- 1978 – Slavhandlarna
- 1978 – The Ninja Fighter
- 1978 – Oäktingen
- 1979 – Supersonic Man
- 1979 – The Demon
- 1980 – The Warning
- 1980 – Fruktans offer
- 1980 – Ett skri i tystnad
- 1980 – Cataclysm
- 1981 – Frankenstein Island
- 1981 – Dödspatrullen
- 1982 – Blood Link
- 1982 – Raw Force
- 1982 – Berusad av framgång
- 1984 – Killpoint
- 1985 – Night Train to Terror
- 1986 – Gravplundraren
- 1986 – The Messenger
- 1987 – The Offspring
- 1987 – Terror Night
- 1987 – Rage to Kill
- 1987 – Code Name Vengeance
- 1988 – Space Mutiny
- 1988 – Hollywood Cop
- 1989 – Easy Kill
- 1989 – Nightforce
- 1990 – Demon Cop
- 1993 – Daybreak